# Garabed Amira Balyan

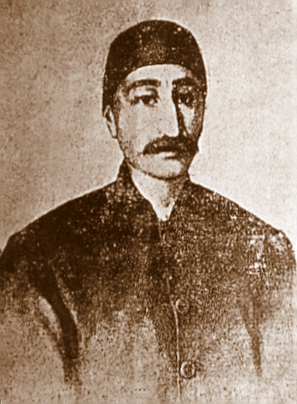
Porträt von Garabed Amira Balyan

Garabed Amira Balyan, auch Garabed Balian, Karabet Balian, Karabet Balyan, Karapet Grigori Balyan (* 1800 in Istanbul; † 15. November 1866 ebenda) war ein osmanischer Architekt und Baumeister armenischer Abstammung. Er wirkte vor allem in Istanbul.

## Leben
Das älteste bekannte Mitglied der Familie Balyan, Meremmetçi Bali Kalfa, kam im 18. Jahrhundert von Kayseri nach Istanbul. Garabed Amira Balyan wurde im Jahr 1800 als Sohn des Architekten Krikor Amira Balyan (1764–1831) geboren und war ein Urenkel von Kalfa. Er absolvierte seine Ausbildung bei seinem Vater und war ab 1831 Hofarchitekt der Sultane Mahmud II., Abdülmecid I. und Abdülaziz.
Zunächst arbeitete er mit seinem Schwager Ohannes Serveryan, später dann mit dem Sohn Nigoğayos Bey Balyan, mit dem er in den Jahren 1849 bis 1856 den Dolmabahçe-Palast erbaute. Für die armenischstämmige Industriellenfamilie Dadian baute er mehrere Mühlen und Gießereien. Für die Sultane errichtete er Paläste, Moscheen, Krankenhäuser und Militäreinrichtungen. Für die armenische Gemeinde des Osmanischen Reiches plante und errichtete er Kirchen. Seine Sakralbauwerke sind beeinflusst von der mittelalterlichen Architektur der alten armenischen Hauptstadt Ani, die Palastanlagen nehmen architektonische Elemente europäischer Schlossarchitektur auf und orientieren sich auch an zeitgenössischer französischer Architektur.
Im Belgrader Wald bei Istanbul errichtete er Wehre und Staudämme, mit denen die Wasserversorgung für die Stadt sichergestellt werden sollte.
Balyan engagierte sich in der armenischen Gemeinde des Osmanischen Reiches. So stiftete er mit seinem Schwager Ohannes Kalfa die Jemaran-Schule in Üsküdar und eröffnete eine Schule für Agrartechniker.
Grabed Balyan hatte sechs Söhne und fünf Töchter mit seiner ersten Ehefrau Nazemi sowie einen Sohn und eine Tochter mit seiner zweiten Frau Maritsa. Vier Söhne wurden ebenfalls Architekten und prägten das Stadtbild von Istanbul entscheidend: Nigoğayos Bey Balyan (1826–1858), Sarkis Bey Balyan (1835–1899), Agop (Jakob) Bey Balyan (1837–1875) und Simon Bey Balyan (1846–1894).
Balyan starb am 15. November 1866 an Herzversagen.

## Bauwerke

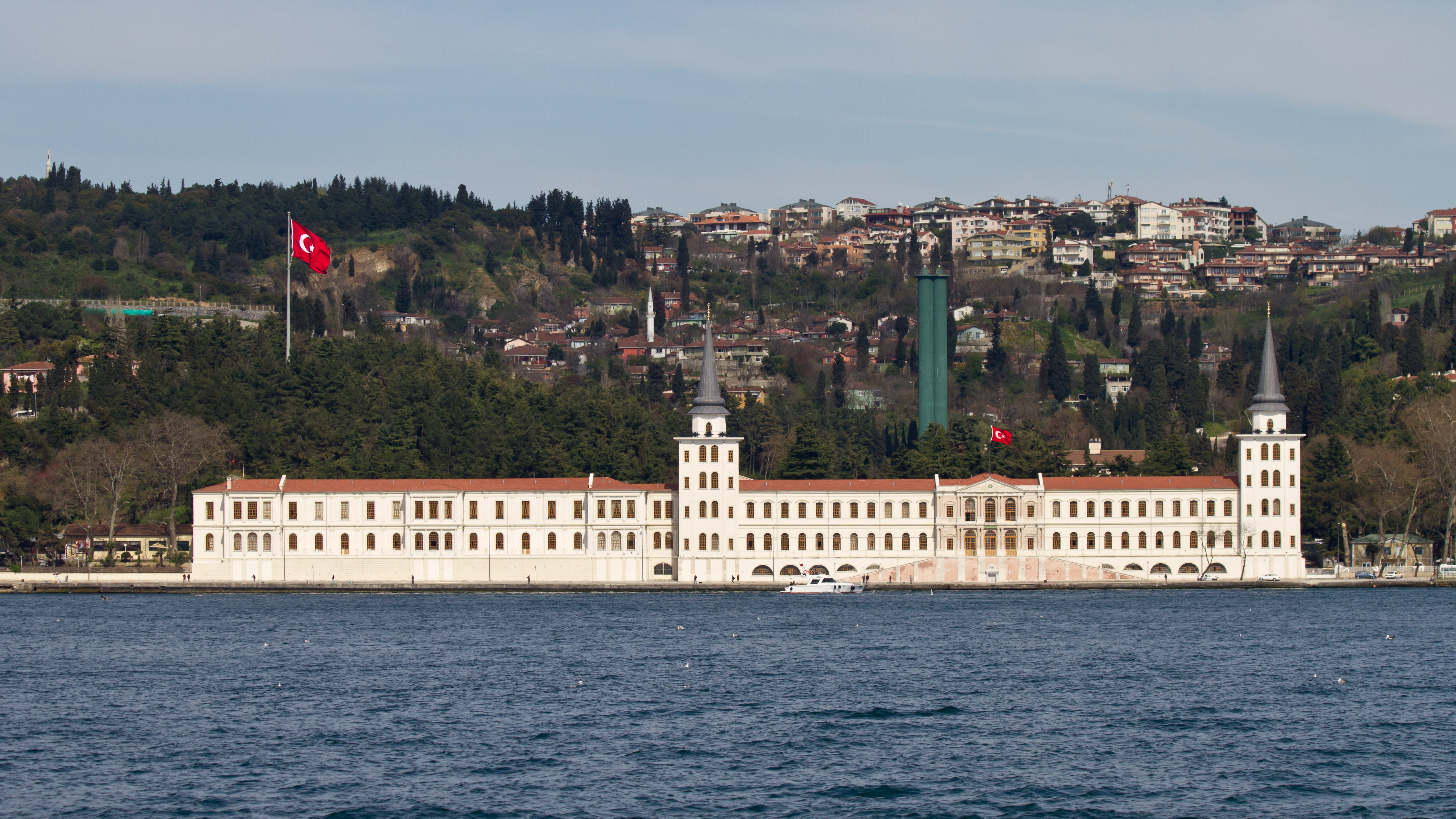
Kaserne Kuleli, erbaut von 1837 bis 1839

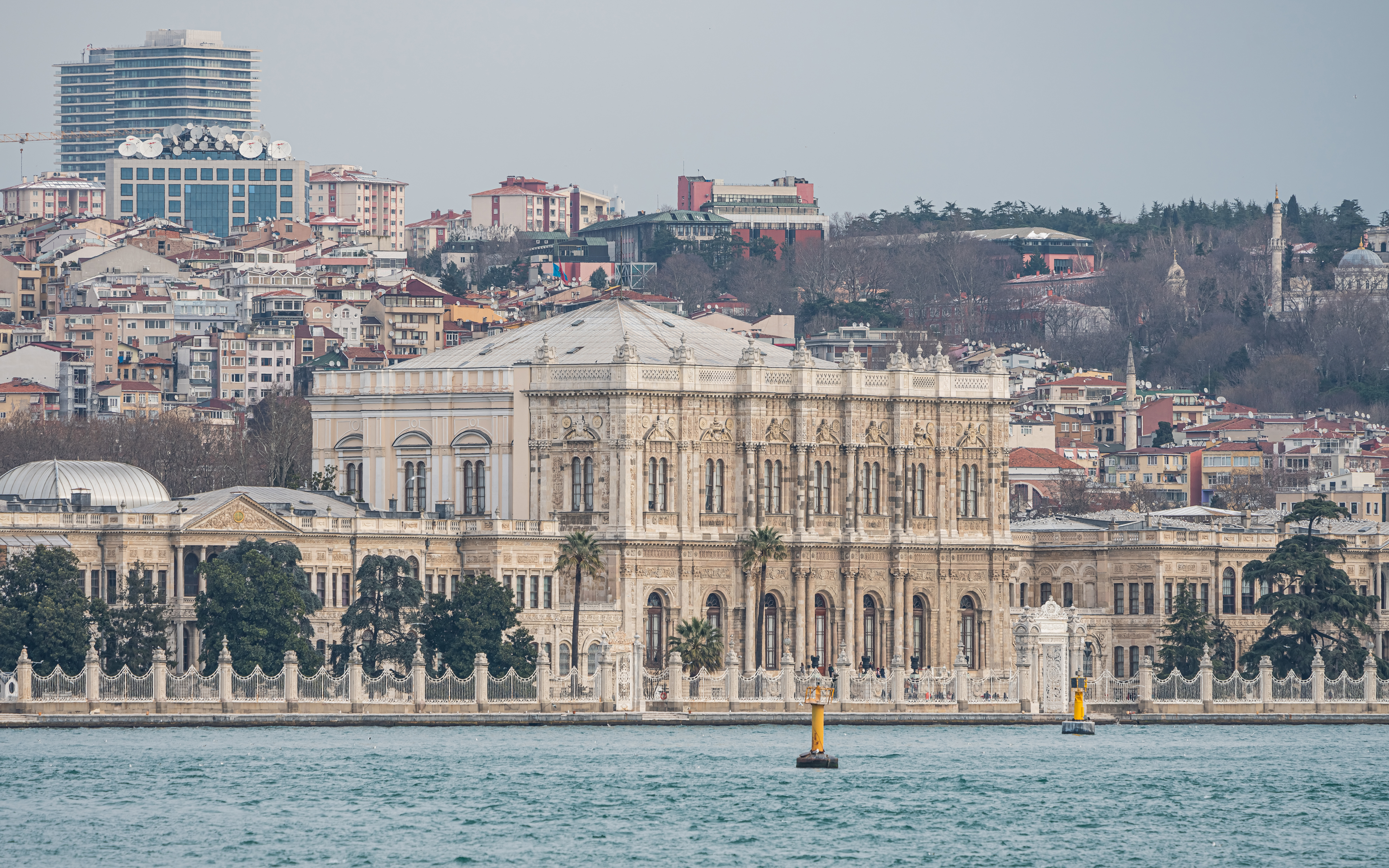
Dolmabahçe-Palast, erbaut von 1849 bis 1856 gemeinsam mit dem Sohn Nigoğayos Balyan

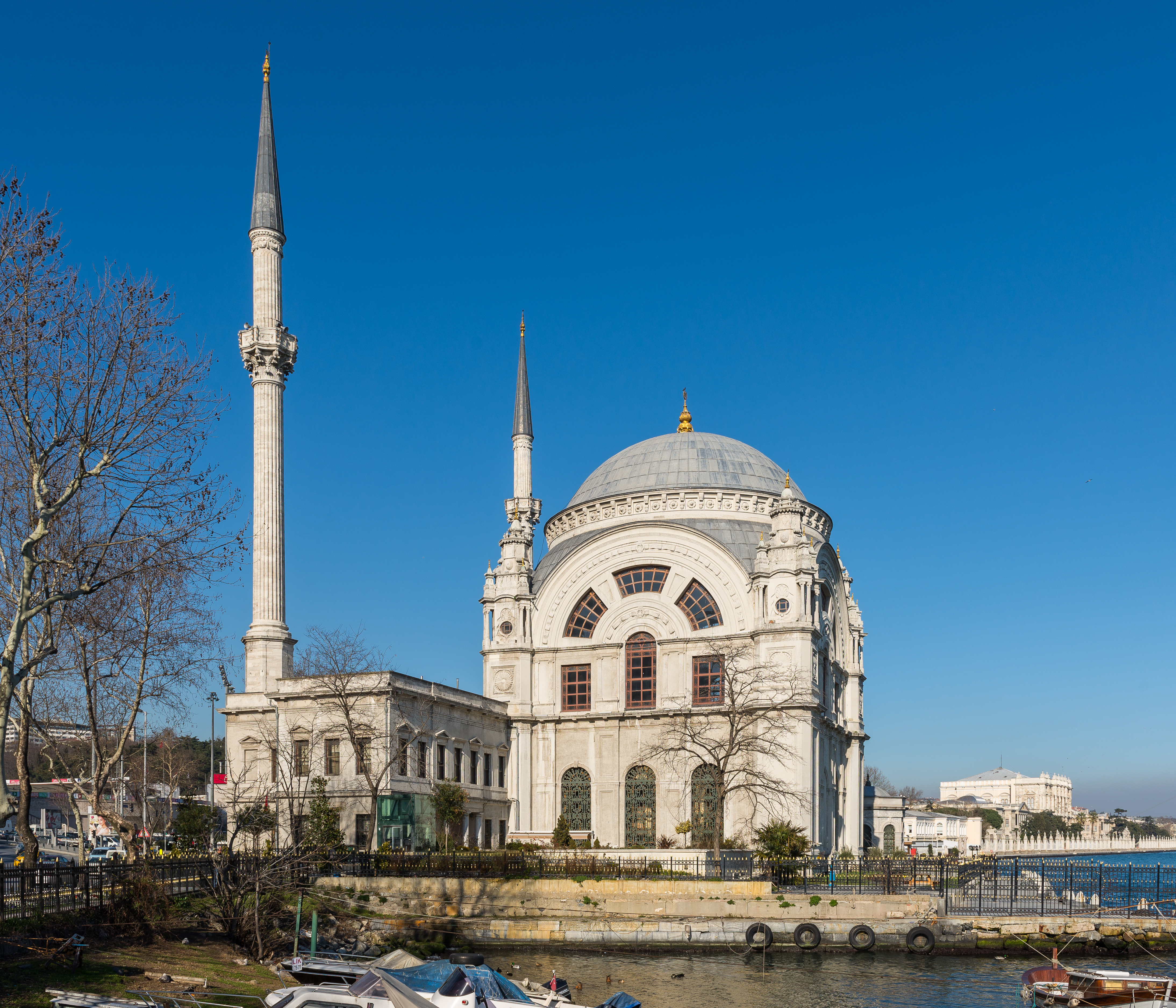
Dolmabahçe-Moschee, erbaut von 1852 bis 1854

- 1835–1843: Çırağan-Palast, Beşiktaş, Istanbul (abgerissen von Sultan Abdülmecid I., Neubau von Nigoğayos Balyan)
- 1838: Jemaran-Schule, Üsküdar, Istanbul, Balyan stiftete die Schule mit seinem Schwager Ohannes Kalfa
- 1837–1839: Kaserne Kuleli, Çengelköy, Istanbul
- 1838: Surp-Asdvadzadzin-Kirche, Beşiktaş, Istanbul
- 1840: Mausoleum für Mahmud II.
- 1842: Tuchmühle, İzmit, für Ohannes Dadian
- 1843: Textilmühle, Hereke, Ohannes und Boghos Dadian
- 1846: Militärakademie (heute Militärmuseum)
- 1846: Medizinische Hochschule
- 1848: Hırka-i-Şerif-Moschee, Fatih, Istanbul
- 1849–1856: Dolmabahçe-Palast, Beşiktaş, Istanbul (erbaut gemeinsam mit dem Sohn Nigoğayos Balyan)
- 1849: Militärkrankenhaus Gümüşsuyu
- 1850: Baumwollmühle, Bakırköy, Istanbul
- 1850: Militäringenieursschule
- 1852–1854: Dolmabahçe-Moschee, Beşiktaş, Istanbul, erbaut für Bezm-i Alem Valide Sultan, Mutter von Sultan Abdülmecid I.
- 1854: Schule für Agrartechnik, Stiftung von Balyan für die armenische Gemeinde
- 1856–1859: Cemile-Sultan-Palast und Münire-Sultan-Palast (Çifte Saraylar), Beyoğlu, Istanbul (1948 zerstört, bis 1953 durch Sedat Hakkı Eldem wiederaufgebaut; heute Mimar Sinan Üniversitesi)
- Marienkirche, Beşiktaş, Istanbul
- Heiligkreuz-Kirche, Beşiktaş, Istanbul
- Dreifaltigkeitskirche, Galata, Istanbul
- Jakobskirche, Zeytinburnu, Istanbul
- Sankt-Sargis-Kirche, Bandırma
- Armenisches Krankenhaus, Yedikule, Istanbul, Stiftung von Balyan
- Eisen- und Stahlgießerei, Zeytinburnu, Istanbul

## Auszeichnungen
- Mecidiye-Orden[6]
- Nişan-i İftihar[6]